# Joanne Harris

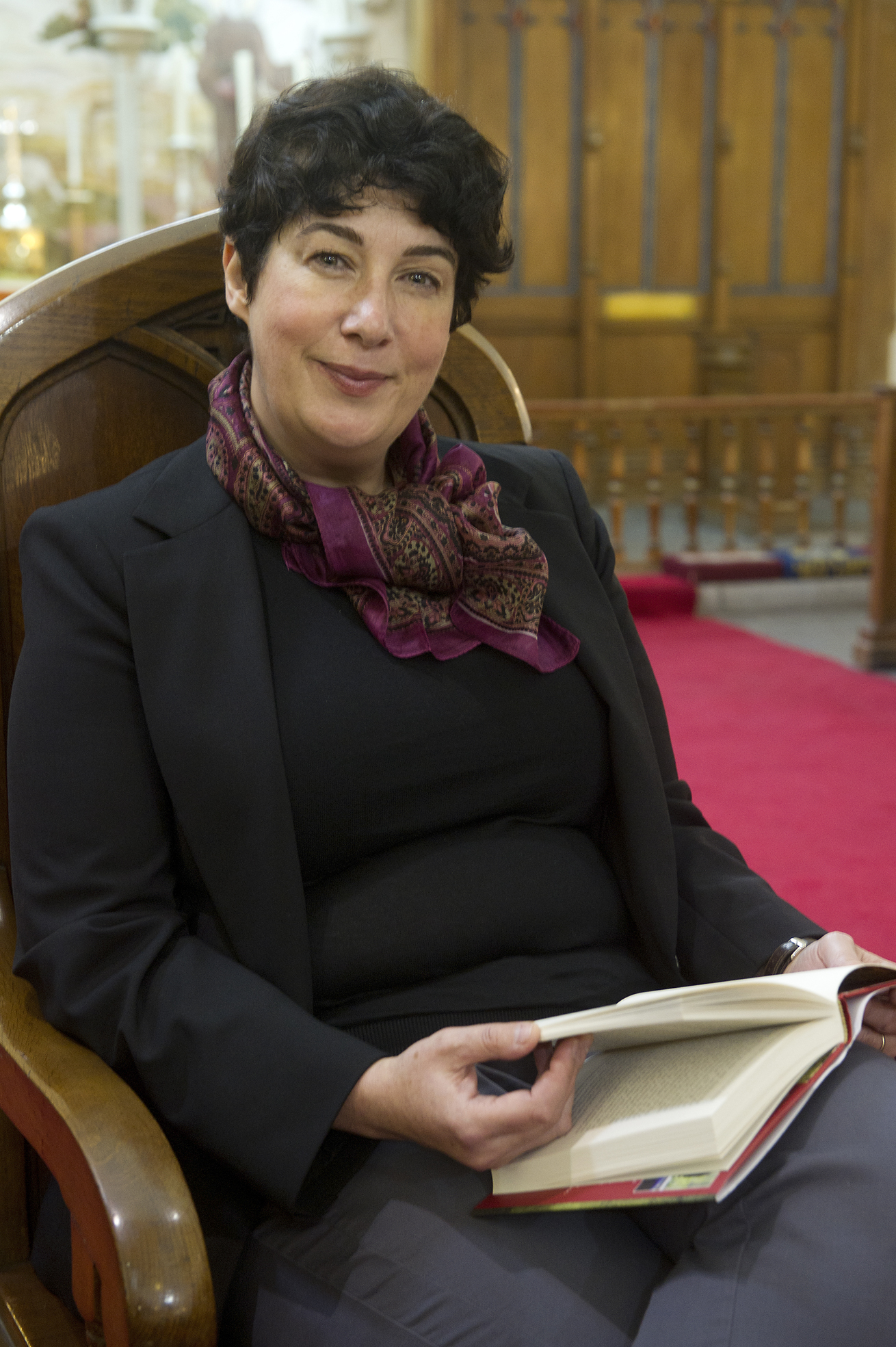
Joanne Harris 2013

Joanne Michèle Sylvie Harris MBE (* 3. Juli 1964 in Barnsley, Yorkshire) ist eine britische Schriftstellerin. Berühmt wurde sie durch ihren Roman Chocolat, der im Jahr 2000 mit Juliette Binoche und Johnny Depp mit dem Titel Chocolat – Ein kleiner Biss genügt verfilmt wurde.

## Leben
Joanne Harris wurde in Barnsley als Tochter einer französischen Mutter und eines englischen Vaters geboren. Sie besuchte die Wakefield Girls High School in Wakefield und das Barnsley Sixth Form College. Anschließend studierte sie moderne und mittelalterliche Sprachen am St. Catharine’s College in Cambridge. Nach dem Studium arbeitete sie zwölf Jahre als Französisch-Lehrerin an einem Gymnasium in Leeds. Danach leitete sie einen Kurs über Französische Literatur an der University of Sheffield.
Im Juni 2013 wurde sie von Königin Elisabeth II. für ihre literarischen Verdienste mit dem MBE ausgezeichnet.

## Werke
- The Evil Seed (engl.) 1989
- Schlaf, schöne Schwester, 2006 (Sleep, Pale Sister 1993)
- Schokolade, 2000, Chocolat, 2001 (Chocolat, 1999)
- Wie wilder Wein, 2000 (Blackberry Wine 2000)
- Fünf Viertel einer Orange, 2001 (Five Quarters of the Orange 2001)
- Tea With the Birds (engl.) 2001
- The French Kitchen, A Cook Book (engl.) 2002
- Die blaue Muschel, 2002 (Coastliners 2002)
- Das Lächeln des Harlekins, 2003, Taschenbuch 2013, ISBN 978-3-548-61156-3 (Holy Fools 2003)
- Samt und Bittermandel, 2005 (Jigs and Reels, 2004)
- Das verbotene Haus, 2006 (Gentlemen and Players 2005)
- The French Market (engl.) 2005
- Himmlische Wunder, 2007 (The Lollipop Shoes 2007)
- Feuervolk, 2007 (Runemarks, 2007)
- Denk an mich in der Nacht, 2010
- Himmlische Träume, List, Berlin 2013, ISBN 978-3-471-35091-1 (Peaches for Monsieur le Curé 2012).
- Katze, Hut und Regenschirm, List, Berlin 2013, ISBN 978-3-471-35092-8 (A Cat, a Hat and a Piece of String 2012).
- The Gospel of Loki (engl.) 2014
- The Blue Salt Road (engl.), Gollancz, London 2018, ISBN 978 1 473 22221 2 (Hardback)